# Bogyiszló
Bogyiszló är en ort i Ungern.   Den ligger i provinsen Tolna, i den sydvästra delen av landet, 120 km söder om huvudstaden Budapest. Bogyiszló ligger 89 meter över havet och antalet invånare är 2 348.